# Совиное
Сови́ное — коренное месторождение золота у побережья Чукотского моря в пределах Иультинского района Чукотского АО России.
Близ месторождения находятся заброшенные горняцкие посёлки Полярный и Ленинградский.

## История
Месторождение было открыто в 1970-х годах. Подробные геологические исследования с целью определения жил с высоким содержанием золота были начаты в 1980-е годы. В ходе этих работ было пройдено траншеями около 8 км, пробурено 96 скважин (25 км), пройдено 2700 м подземных горных выработок.
В 2005 году лицензию на разработку месторождения сроком на 20 лет в ходе открытого акукциона за 5 млн рублей приобрела британская Highland Gold Mining. После проведения геологоразведочных работ в 2006-2008 гг. Highland Gold Mining отказалась от лицензии, действие которой было прекращено в 2011 году.

## Характеристика
В числе других проявлений является коренным источником уникальной Рывеемской россыпи. Относится к золотокварцевому  малосульфидному типу в черносланцевых толщах. Метаморфогенно-гидротермальное оруденение представлено двумя морфологическими  типами:  прожилково-вкрапленным  и кварцево-жильным. 
Всего обнаружено пять основных рудных тел на площади 9 км² с содержанием золота от 3.4 до 16.5 г/т и мощностью от 0.9 до 9.3 м.
Прогнозные запасы по категории Р1 составляют 10 т (2002 год).
Металлургические испытания проб руды выявили степень извлечения драгметалла более 95 %, из них примерно 88 % — гравитационным методом.